# Quartinia tenerifina
Quartinia tenerifina är en stekelart som beskrevs av Richards 1969. Quartinia tenerifina ingår i släktet Quartinia och familjen Masaridae. Inga underarter finns listade i Catalogue of Life.